# Przejście graniczne Małyj Bereznyj-Ubľa

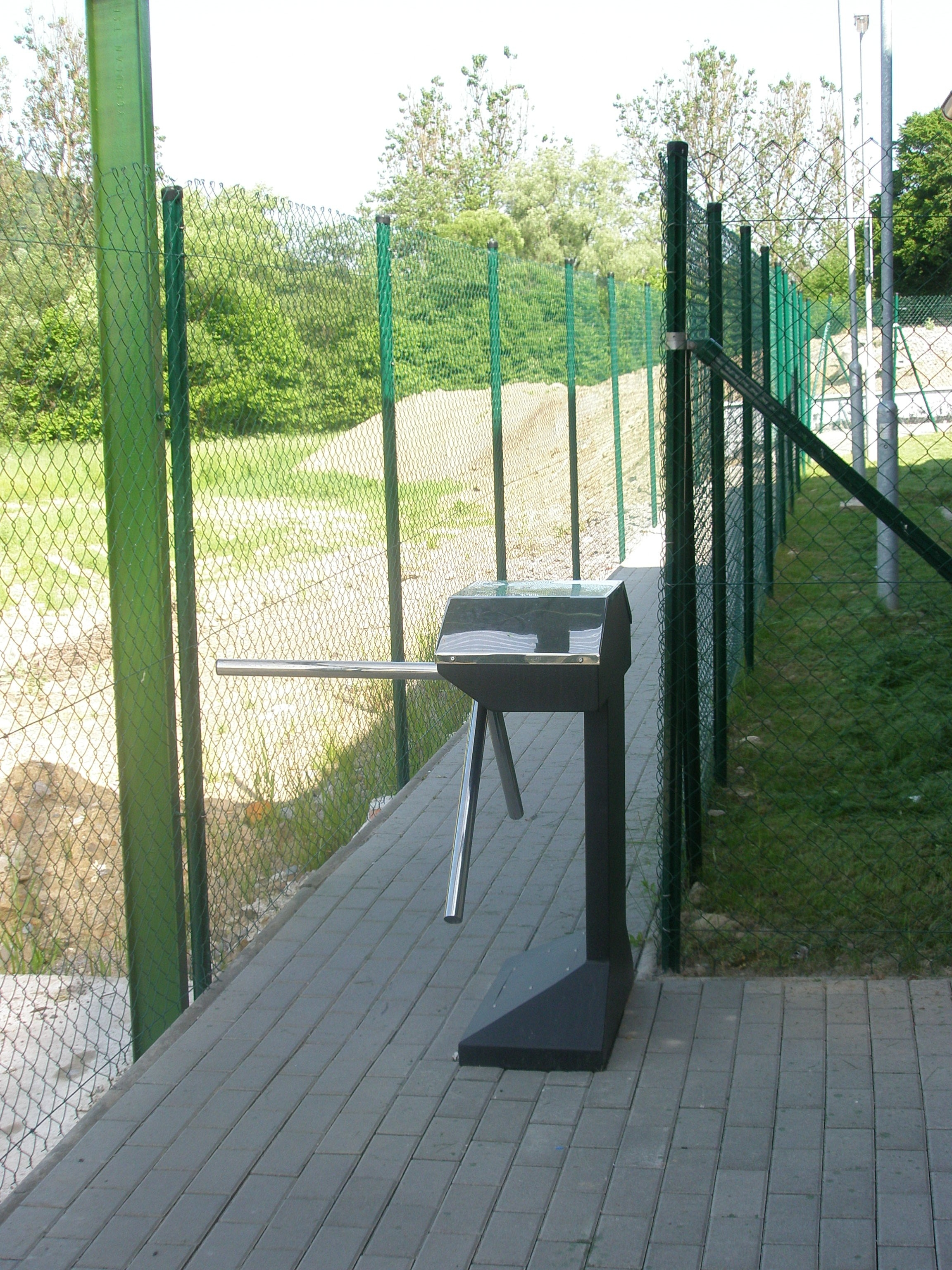
Część przejścia granicznego przeznaczona dla pieszych

Przejście graniczne Małyj Bereznyj-Ubľa - to międzynarodowe ukraińsko-słowackie drogowe przejście graniczne, położone w obwodzie zakarpackim.
Jest to przejście przeznaczone dla ruchu osobowego oraz towarowego do 3,5 t, znajduje się w pobliżu miasta Wełykyj Bereznyj.